# Aulus Cornelius Cossus (Diktator)
Aulus Cornelius Cossus war ein römischer Senator und Politiker aus der Gens Cornelia.
Cossus war 385 v. Chr. Diktator, besiegte in dieser Funktion die Volsker und wurde mit einem Triumph geehrt. Danach unterdrückte er Unruhen unter den Plebs, indem er Marcus Manlius Capitolinus verhaftete. Wie bei fast allen Ereignissen der römischen Frühzeit ist unklar, wie viel Wahrheit in dieser Überlieferung steckt.